# Áreas protegidas de República Dominicana
Las Áreas protegidas de la República Dominicana son determinadas áreas definidas por el estado dominicano sujetas a un marco legal e institucional elaborado para garantizar la conservación de sus particularidades y riquezas medioambientales y culturales. Los más destacados, tanto lugares como especies, son los siguientes:

## Lago Enriquillo

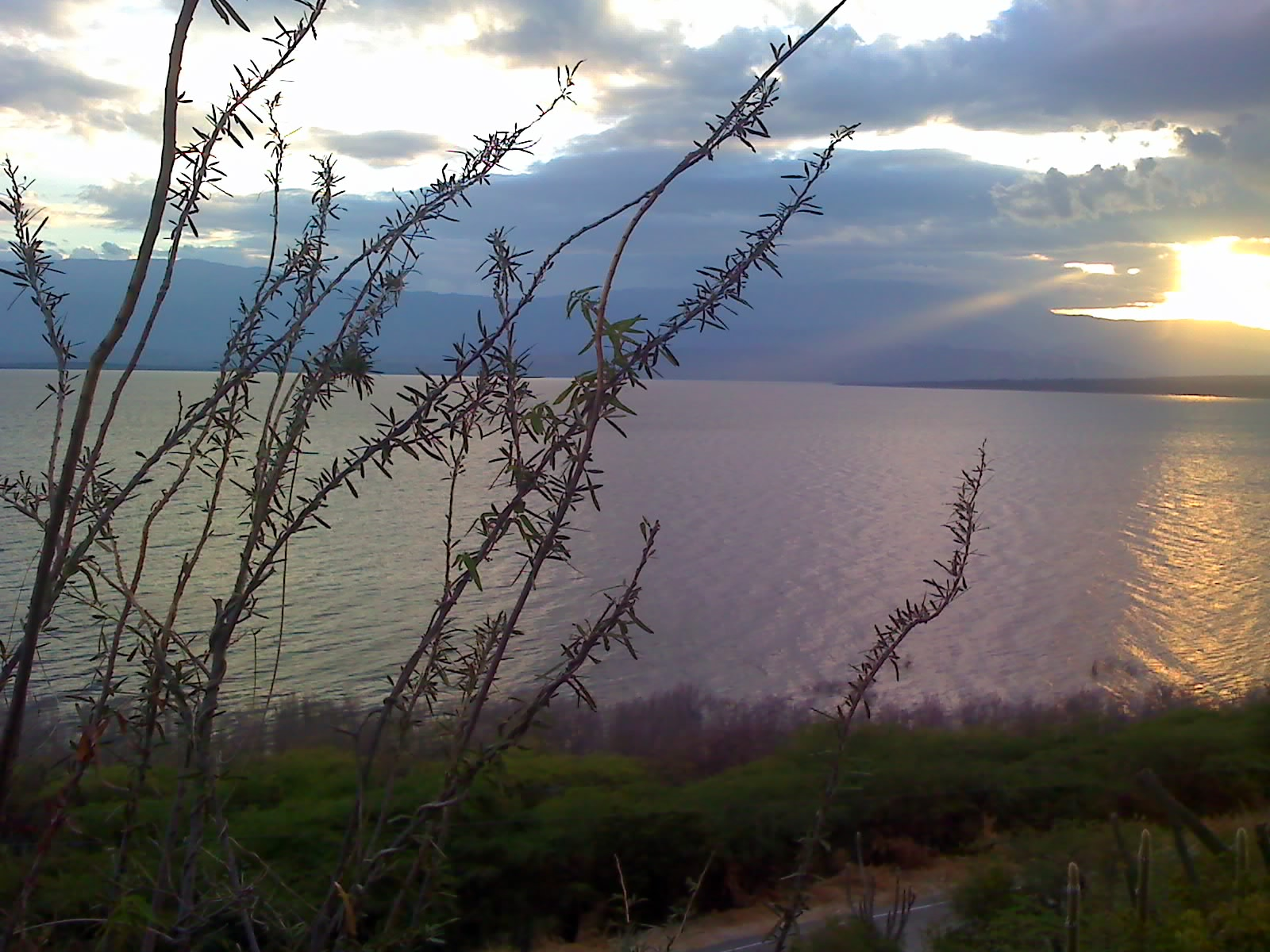
Lago Enriquillo.

Es un resto de un antiguo canal marino, fruto del tectonismo antillano y fondo de una depresión tectónica localizado a más de 40 m bajo el nivel del mar, en cuyo centro se encuentra la isla Cabritos. Este es el lago más grande. De  unos 260 km² aproximadamente, e hipersalino (tres veces más salino que el mar Caribe) de las Antillas. 
El Lago Enriquillo es un lugar turístico de clima seco bordeado por balnearios de aguas sulfurosas y frías, verdaderos oasis, además de contar con arte rupestre de origen prehispánico, por ejemplo en «Las Caritas».

## Parque nacional Isla Cabritos
El parque nacional Isla Cabritos ocupa los terrenos de una pequeña isla situada dentro del Lago Enriquillo, ubicada al suroeste del país, entre la Sierra de Neyba y la de Bahoruco, bordeado en parte por la carretera internacional que comunica a República Dominicana con Haití. Tiene una extensión aproximada de 24 kilómetros cuadrados. 
La vegetación está constituida por especies propias de la flora que la cubre —bosque seco subtropical y bosque espinoso—, cuya característica principal es la baja pluviometría que se registra durante todo el año.

## Cocodrilos e iguanas
Existen especies que son endémicas de La Española, como las iguanas, así como una población significativa del cocodrilo americano. La avifauna también es variada, con flamencos, «Madam Zagás,» Palomas coronitas y aves migratorias como el pato de La Florida. Las especies predominantes son, entre otras, el cayuco, la guazábara, la bayahonda y el guayacán.

## Parque Nacional De Los Haitises

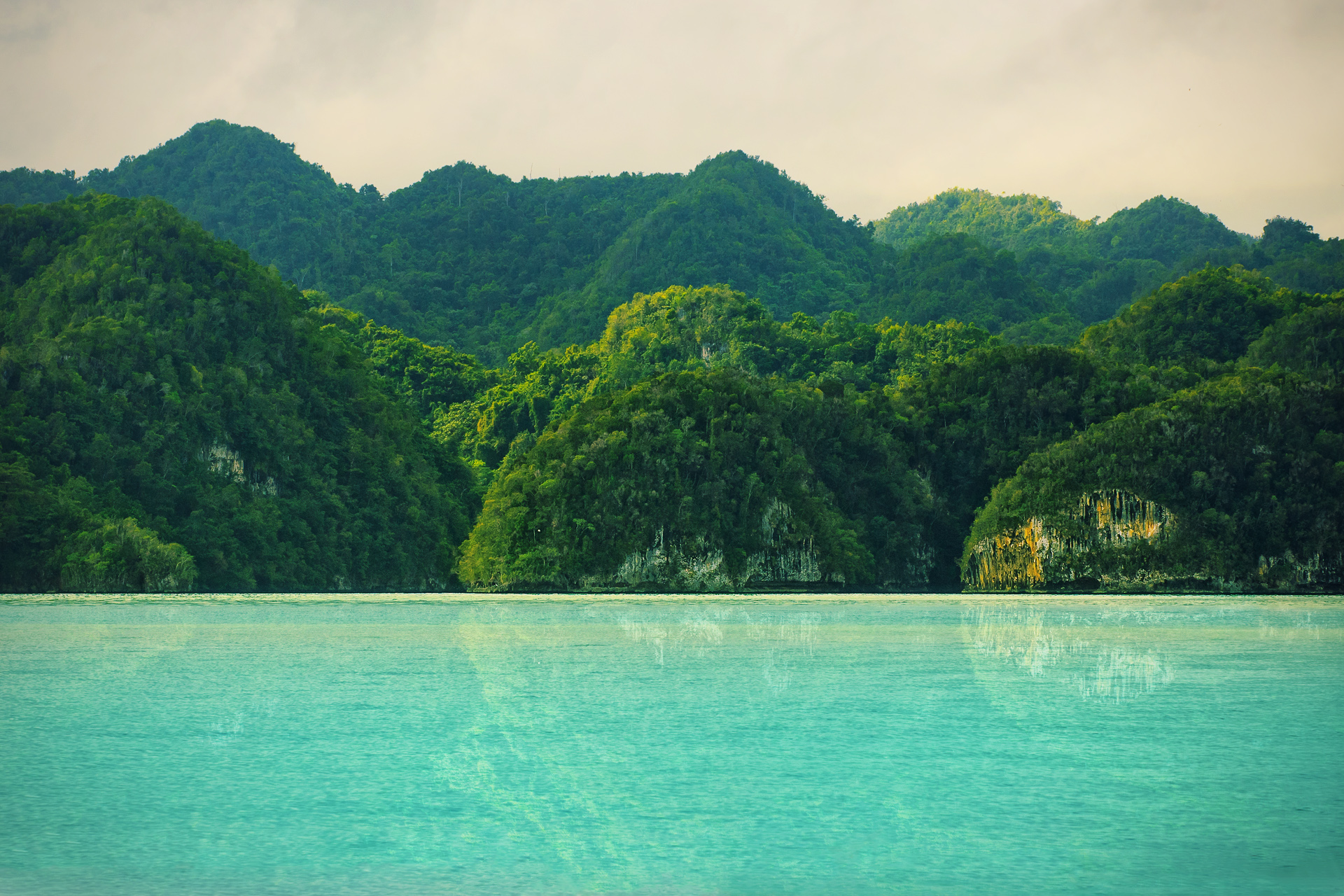
Parque nacional Los Haitises

El parque nacional Los Haitises fue creado en la República Dominicana mediante la Ley 409 del 3 de junio de 1976, aunque ya en 1968 la «Ley 244» había creado una Reserva Forestal llamada «Zona Vedada de Los Haitises». Se encuentra situado al nordeste de la República Dominicana, enmarcado en la Bahía de Samaná de la cual forma parte. Los Haitises constituyen una formación cárstica —relieve en rocas calizas— tropical en mogotes, característico de estas zonas climáticas de la tierra. En su morfología externa existen dolinas, corredores y valles, y en su morfología interna cavidades, algunas de grandes dimensiones como las de litoral.
La vegetación de los Haitises está constituida por un bosque tropical húmedo de latifoliadas en el seno de sus depresiones, pasando a un bosque tropical semicaduco en los mogotes y cayos del litoral. Es uno de los espacios con mayor biodiversidad del país y el Caribe, con más de 700 plantas vasculares. La vegetación litoral de manglar, 98 km², ocupa localmente alguno de los caños de los Haitises y de manera más extensa, la desembocadura del río Yuna y la Bahía de San Lorenzo. Este parque nacional es uno de los más importantes entre las «Áreas protegidas de la República Dominicana».

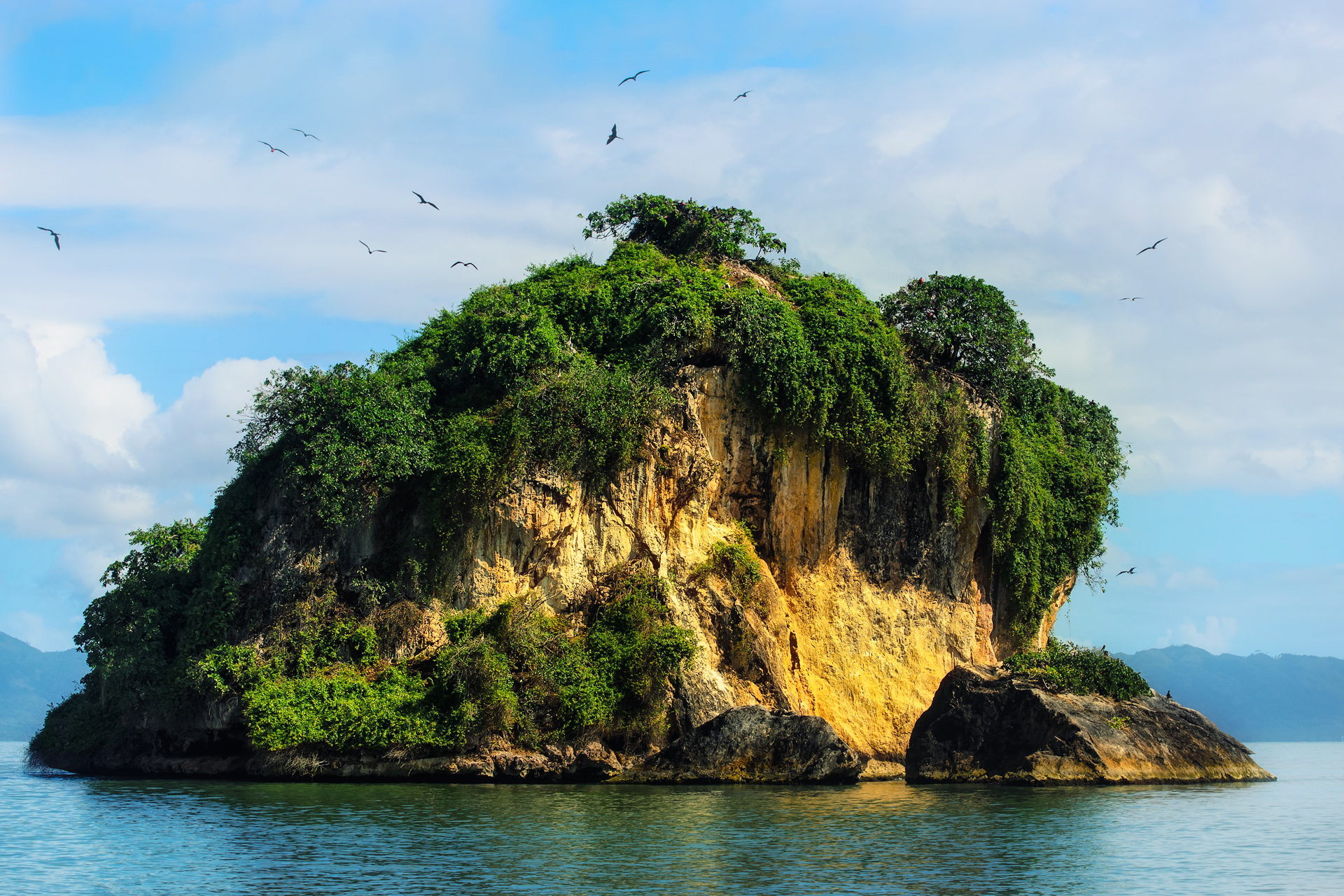
Una isla en la Bahía de San Lorenzo.

La riqueza en fauna del parque nacional Los Haitises queda reflejada entre los mamíferos por la presencia del manatí en los cayos de manglar, el  solenodonte pequeño mamífero insectívoro endémico de la isla que vive en el bosque, y los murciélagos en las cuevas. 
Entre los reptiles cabe destacar la presencia de la boa y las tortugas marinas de las especies Chelonia mydas, Caretta caretta y Dermochelys coriacea. Dentro de la fauna, las aves son el grupo más numeroso ya que existen 110 especies de las 270 totales del país, pudiéndose distinguir entre las propias del manglar como las garzas y otras zancudas.

## Parque nacional Jaragua
El parque nacional Jaragua está localizado en la región suroeste de la República Dominicana y enclavado en el procurrente de Barahona. Su topografía está formada por terrazas marinas que parecen escalones de gigantes, y llanos costeros. Tiene clima seco y estepario con bosque xerófilo con un alto endemismo, destacándose la canelilla (planta con propiedades medicinales) y el guanito. En algunas de sus cayos crecen espectaculares cactus con grandes bromelias epífitas. Hay que destacar la alta población de vegetación de regeneración lenta, adaptada a la alta variación solar y a la reducida precipitación. La vegetación más común es la siguiente: Uva de playa, caoba, guayacán, roble y guazábara.
De la avifauna en el «Parque Nacional Jaragua» se conocen 130 especies de las cuales 76 son residentes, 10 endémicas y 47 migratorias.
El parque nacional Jaragua es rico en yacimientos arqueológicos de la época prehispánica. El más antiguo de estos sitios conocidos data del 2590 a. C. y corresponde a asentamientos indígenas avanzados. La máxima expresión de esta cultura indígena se encuentra en los Taínos, habitantes de característica agroforestal, dominantes de la zona antes de la llegada de Cristóbal Colón. Los taínos establecieron cierta división territorial, dividida en cacicazgos, como el cacicazgo de Xaragua en la región suroeste, origen de la denominación dada de «Jaragua» al área protegida. Dentro del parque existe un gran número de cavernas como El Guanal, la Cueva La Poza y la Cueva Mongó, que contienen en su interior pictografías, petroglifos y artefactos de esta época.

### Laguna de Oviedo

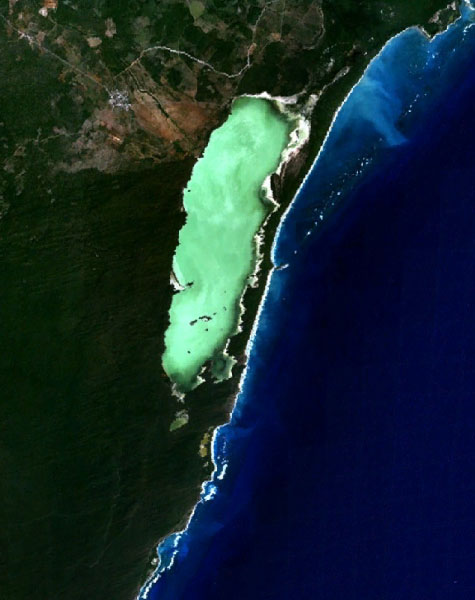
Vista satelital de la Laguna de Oviedo.

La «Laguna de Oviedo», se encuentra en el «Parque Nacional Jaragua», en la provincia de Pedernales. Con 1.374 km², de los cuales 905 son marinos, con una profundidad media de 1,5 metros, es una de las «Áreas protegidas en República Dominicana»  más importantes del Caribe insular. Con 28 km², es la laguna de más extensión. En sus aguas hipersalinas confluyen varias fuentes de agua dulce, encontrándose asociadas a ella extensos manglares y una rica avifauna. Entre sus peces se encuentran especies hasta ahora solo conocidas de esta laguna como el Cyprinodon nichollsi, el mayor de todas las especies conocidas de este grupo de peces.  Aproximadamente, la mitad de las especies pertenecen al ambiente acuático, y entre estas se destaca la presencia de las mayores poblaciones en el país de flamenco. Las aves más comunes son la garza real, garza azul, paloma coronita y la gaviota. Hay mamíferos, como el solenodonte (Solenodon paradoxus), la jutía (Plagiodontia aedium) y 11 especies de murciélagos. Las iguanas rinocerontes (Cyclura cornuta) y la iguana de Ricord (Cyclura ricordi), reptiles endémicos de la isla, están entre los más llamativos. En las playas del parque salen a desovar el carey (Eretmochelys imbricata), entre otras especies de tortugas.

## Parque nacional Armando Bermúdez

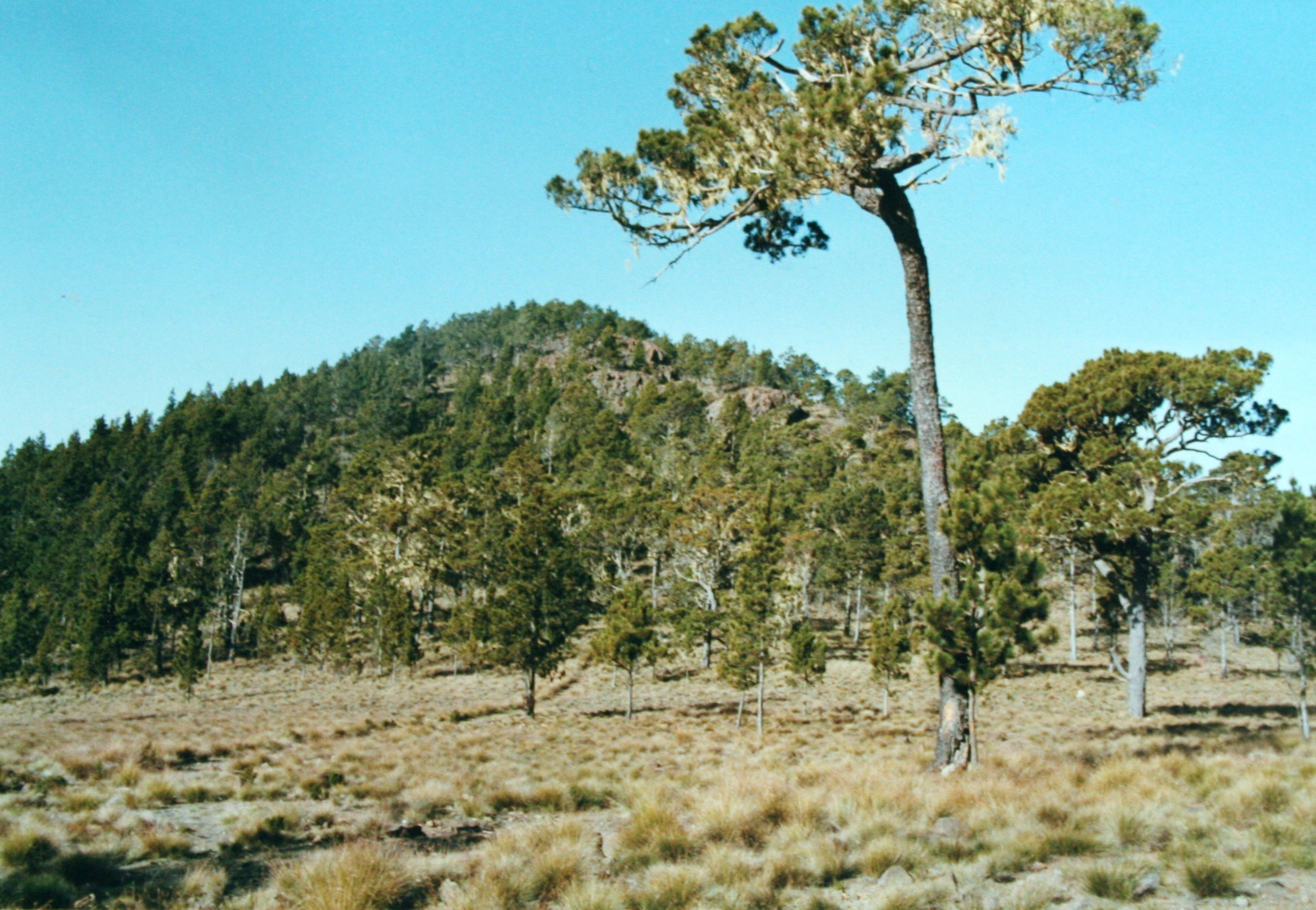
Pico Duarte

La zona en la que está localizado este parque nacional tiene un relieve muy abrupto y comparte con el parque nacional José del Carmen Ramírez la mayor altura de las Antillas representada por el Pico Duarte, con una altura de 3175 m s. n. m., seguido en orden de magnitud por los picos La Pelona (3097 m s. n. m.), Yaque (2760 m s. n. m.) y La Rusilla (3038 m s. n. m.). La flora fundamental de este parque está constituida principalmente por el pino criollo.
En la avifauna destacan la cotorra, endémica de La Española; el carpintero; la cigua palmera, declarada ave nacional; el papagayo y el guaraguao. Entre los mamíferos se destacan el puerco cimarrón, la jutía y el ratón. En la parte más baja del bosque se encuentran culebras sabaneras. En los meses de diciembre y enero, la temperatura desciende a bajo 0 °C durante la madrugada, en ocasiones a -8 °C. A la salida del sol, durante el invierno, la escarcha cubre los pajonales.

## Parque nacional José del Carmen Ramírez
Conjuntamente con el «Parque Nacional Armando Bermúdez»,  posee en su interior la mayor cantidad de recursos hidrológicos. En él nacen los principales ríos que producen la irrigación del Valle de San Juan y proveen de energía eléctrica a las comunidades vecinas. Allí nace el río Yaque del Sur y todos sus afluentes, regando con el Armando Bermúdez alrededor de 80 000 tareas. La «tarea» es una medida en República Dominicana basada en la superficie agraria que puede trabajar un jornalero en un día y que equivale a 628,86 m².
Los niveles de temperatura que se alcanzan dentro de este parque son bajos. Las oscilaciones se producen entre 12 y 18 °C. Se producen heladas y escarchas en sectores como el «Valle del Tetero» donde se registran temperaturas de -4 a -5 °C. 
Las formaciones vegetales están estructuradas fundamentalmente por bosques de coníferas, mixtos y latifoliadas o de hojas anchas. Predomina el pino criollo, que crece en las cotas más altas. Las especies principales que ocupan los espacios naturales en esta área protegida son de una importancia biológica excepcional, dado que están ubicadas en regiones de alta montaña. Constituyen elementos de rareza ornitológica en el ámbito de la zoogeografía mundial.

## Parque nacional Sierra del Bahoruco
Este parque nacional constituye un ejemplo de estabilidad climática en el suroeste árido de La Española. Hay gran variedad de formaciones vegetales, que van desde el bosque seco a nivel del mar hasta el bosque húmedo en el centro del parque. La formación geológica de la Sierra de Bahoruco está cimentada en un sustrato carbonatado, las calizas sobre la que reposa son de carácter sedimentario y contienen importantes especies de algas.
La vegetación posee un interesante atractivo científico y botánico. La flora es muy variada. Existen vastas superficies de pinares y grandes árboles de hojas anchas (latifoliadas) y muestras de bosques mixtos de interés ecológico excepcional. Aquí se encuentra el 52 % de las orquídeas existentes en el país. Se conocen 32 especies endémicas de la Sierra de Bahoruco, lo que supone el 10 % de las especies endémicas de la isla. Se han localizado unas 49 especies de aves, 19 de ellas endémicas. Cabe destacar la rolita, el pájaro bobo y el cernícalo, así como el barrancolí. En total, la avifauna estudiada hasta el momento presenta 49 especies, 19 endémicas, 2 migratorias y 28 residentes.

## Parque nacional del Este

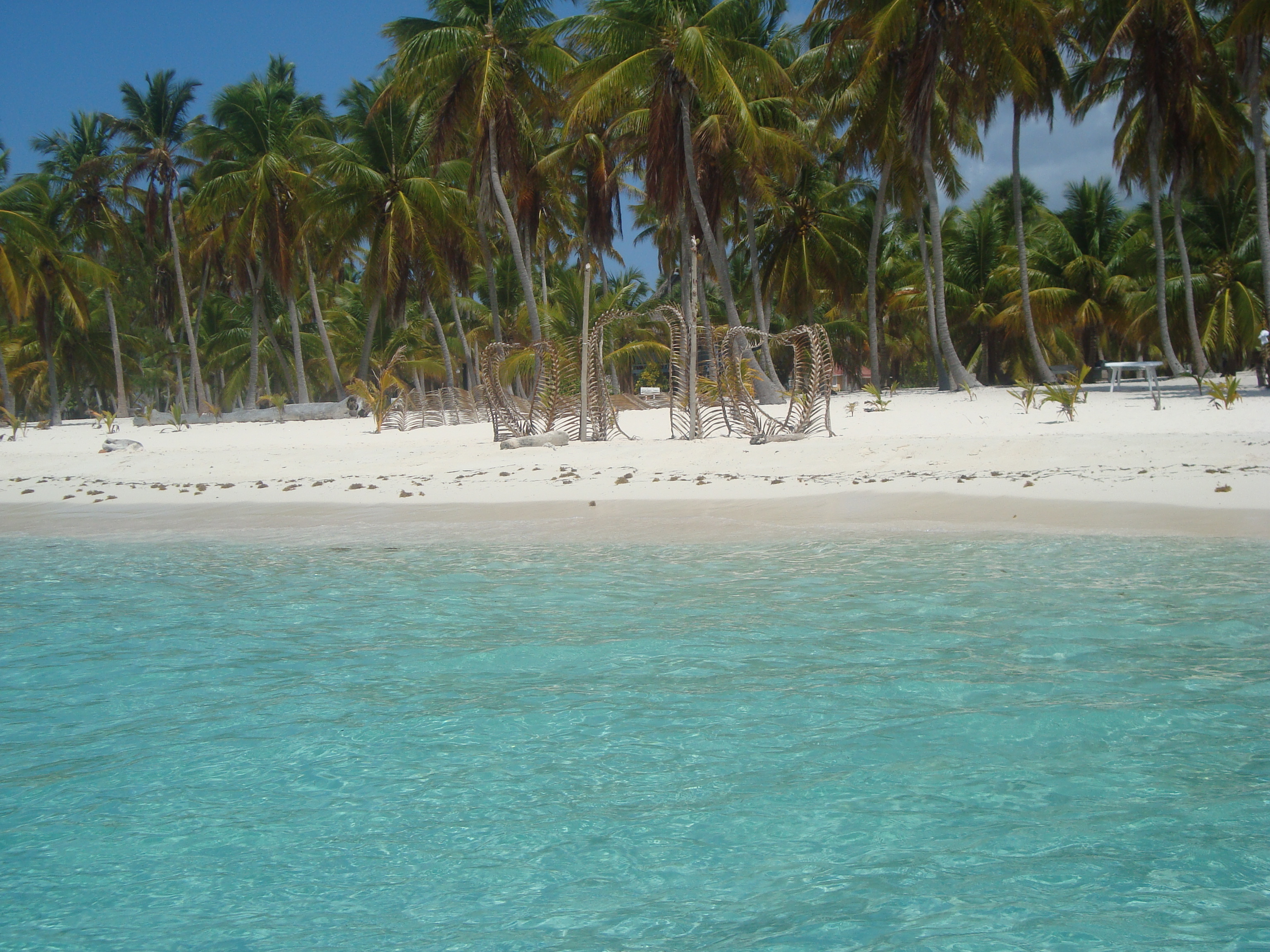
Isla Saona en la República Dominicana

El parque nacional del Este se encuentra situado en el este de la Isla, en la Provincia de La Altagracia, y tiene zonas de tierra firme, zona marítima y la Isla Saona. Tiene una extensión de 430 kilómetros cuadrados. El terreno es llano con varias zonas donde se encuentran rocas vírgenes. El subsuelo registra elevada porosidad, por lo que no hay ríos ni arroyos. Su temperatura promedio anual es de 26,5 °C, con una precipitación fluvial de 1300 milímetros anuales. La vegetación es copiosa con amplios bosques, donde se pueden encontrar: la Guayiga, el Gopey, almacigo, bayahonda, caoba, grigri, vera, coco, uva de playa, coco, etc.

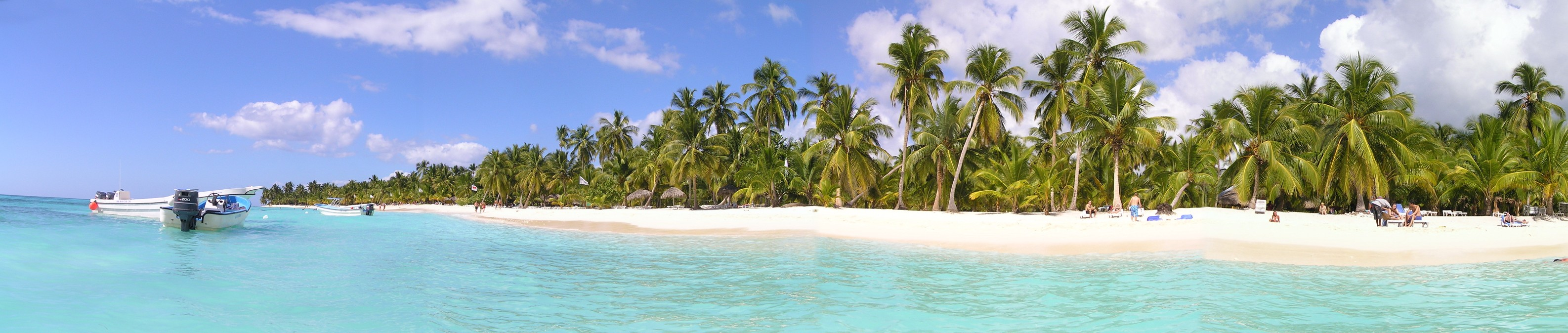
Isla Saona

Su fauna es rica, pues tiene 112 especies de aves, algunas de ellas endémicas en el Caribe, como la palomita coronita, el bubi, la lechuza, paloma ceniza, tijereta y el pelicano. Entre su fauna mamífera tenemos el Saledonodonte, la Jutía, y los Mamíferos Marinos, el Manatí y el Delfín. Hay además tortugas e iguanas rinoceronte. La arena de sus principales playas, Bayahibe y la de Isla Saona es blanca y muy fina.

## Reserva Científica Ébano Verde
Esta reserva se encuentra localizada en el paraje de «Loma de la Sal», en «loma de casabito», municipio de Constanza, provincia de La Vega. Esta área está clasificada como «bosque muy húmedo montano bajo», según Holdridge. 
Se procura la supervivencia de la especie ébano verde y todas las demás especies vegetales y animales de importancia que exclusivamente se desarrollan en esas condiciones biofísicas. Esta zona es una de las pocas que todavía conserva las características naturales que permiten la conservación de tales especies. Esla zona que conserva su flora y su fauna con la menor intervención humana. La vegetación de la reserva está compuesta por un gran número de árboles, arbustos, bejucos y hierbas.
La hidrografía del área es de gran importancia, con el nacimiento del río Camú y arroyos que vierten sus aguas a los ríos Jimenoa y Jatubey, como arroyo La Sal, arroyo Bonito, arroyo El Arroyaso y otros. Esta Reserva Científica contiene tres importantes microcuencas: las de los ríos Camú, Jimenoa y Jatubey. Las aguas que se producen en esta Reserva Científica abastecen a la ciudad de La Vega y a las presas Tavera, a través del río Jimenoa, y Rincón, por el río Jatubey.
La flora de esta área natural protegida está compuesta, de acuerdo a lo reportado, de 621 especies de plantas vasculares, de las cuales 153 son endémicas de la Hispaniola, lo que le da a su flora un alto endemismo. La especie endémica más característica del área es el ébano verde (Magnolia pallescens), un árbol de madera preciosa en vías de extinción. También son importantes las especies (sin nombre común) Pinguicola casabitoana (una planta carnívora), Gonocalyx tetraptera, Lyonia alaini, Gesneria sylvicola y Myrcia saliana así como palo de viento (Didymopanax tremulus), jaiquí (Bumelia salicifolia), tárana (Linociera caribaea), pino criollo (Pinus occidentalis), palo santo (Alpinia speciosa), sangre de pollo (Mecranium amigdalinum), etc.

## Salto de Aguas Blancas
Es una reserva científica natural en  Valle Nuevo, es el antiplano más alto de las Antillas, localizado a 2200 m s. n. m., en la parte Oriental de la Cordillera Central. Único lugar de las Antillas donde existe vegetación alpina y andina, con un alto endemismo de flora y fauna. También es un salto con una caída libre de unos 60 m, donde se forma escarcha en el invierno, debido a las bajas temperaturas que se registran en él.

## Reserva Científica Valle Nuevo

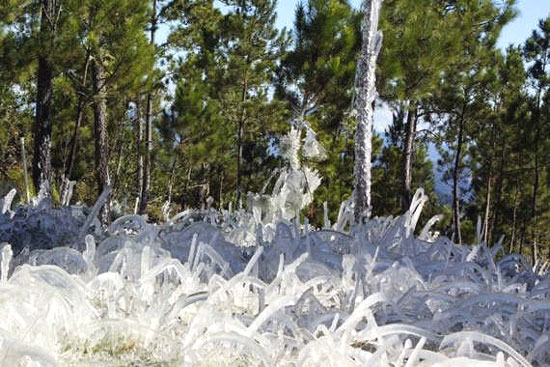
Valle Nuevo en invierno.

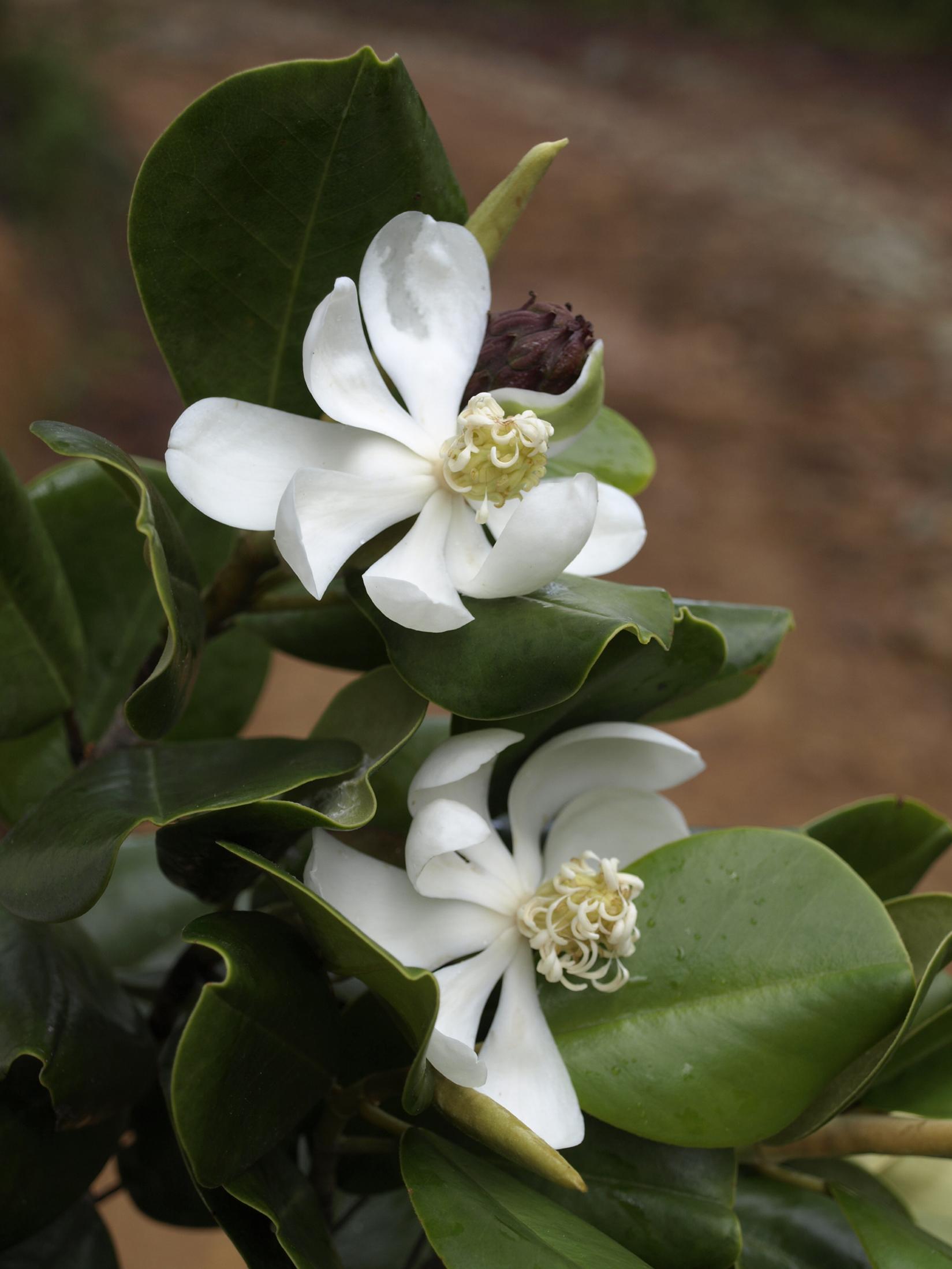
Magnolia en Valle Nuevo

Valle Nuevo es un área protegida donde se dio actividad volcánica y glaciación. Es una zona del país donde se registran temperaturas bajo cero en los meses de invierno y también es una morada casi exclusiva para las coníferas y algunos ejemplares de sabinas. Su madera es de gran valor entre las maderas preciosas y todavía no se han estudiado debidamente. Desde el punto de vista hidrológico, la zona de Valle Nuevo es importantísima.  Dos de los cuatro grandes y más importantes ríos del país, Yuna y Nizao, tienen sus cabeceras aquí. Es fuente de agua para la presa de Sabana Yegua, para la presa de Valdesia, para el riego del Valle del Yuna y para la irrigación de las presas Jigüey y Aguacate.

## Parque nacional Francisco A. Caamaño Deñó
El parque nacional Francisco Caamaño fue declarado área protegida por el Decreto 571-09 con la finalidad de conservar la única porción de la Cordillera Central que toca el mar Caribe y permiten unas espectaculares vistas de la Bahía de Ocoa y Playa Caracoles. A las bondades naturales de este parque se suman los múltiples eventos de la prehistoria taína, como la plaza ceremonial indígena de Las Charcas de Río Grande, las ruinas coloniales del ingenio Cepi-Cepi y, en tiempos más cercanos, la Batalla de El Número, todos con un alto valor educativo, científico y recreativo.
En la actualidad, este parque, que forma parte al Sistema Nacional de Áreas Protegidas, está en estudio arqueológico para desarrollar sus potencialidades en el campo de la cultura, la historia y su biodiversidad, para que sus espacios sean habilitados para el uso público, el desarrollo del ecoturismo y la investigación científica. Los límites del «Parque Nacional Francis Caamaño» encierran una superficie de 587,5 kilómetros cuadrados y su declaración como Área Protegida se basa en la política ambiental dominicana inspirada en el respeto a la vida y al aprovechamiento de las potencialidades de los ecosistemas y ambientes presentes en el territorio nacional.

## Categorías de las Áreas Protegidas de la República Dominicana[22]
Las categorías de manejo del Sistema Nacional de Áreas Protegidas de la República Dominicana son las siguientes:
Categoría I. Áreas de protección estricta: Reserva Científica, Reserva Biológica, Santuario Marino, y Santuario de mamíferos marinos.
Categoría II. Parque Nacional: Parque Nacional y Parque Nacional Submarino.
Categoría III. Monumento Natural: Monumento Natural y Monumento Cultural.
Categoría IV. Áreas de Manejo de Hábitats/Especies: Refugios de Vida Silvestre.
Categoría V. Reservas Naturales: Reservas Forestales. Bosque Modelo y Reserva Privada.
Categoría VI. Paisajes Protegidos: Vía Panorámica, Corredor Ecológico y Área Nacional de Recreo.